# Лепша (Архангельская область)
Лепша — железнодорожная станция в Няндомском районе Архангельской области.

## География
Находится в юго-западной части Архангельской области на расстоянии приблизительно 72 км на север по прямой от административного центра района города Няндома у одноименной станции Северной железной дороги.

## История
Станция Лепша была открыта в 1898 году. До 2022 года населенный пункт входил в Шалакушское сельское поселение до его упразднения.

## Население
Численность населения: 126 человек (русские 97 %) в 2002 году, 74 в 2010.